# 하워드 도널드
하워드 도널드(Howard Donald, 1968년 4월 28일~)는 영국의 싱어송라이터로, 테이크 댓의 멤버로 잘 알려져 있다.